# Metamorfosen (Ovidius)
De Metamorfosen (Metamorphoseon libri) is een vijftien delen omvattend Latijns dichtwerk, bestaand uit ongeveer 12.000 regels, van de Romeinse dichter Publius Ovidius Naso. Het is een narratief epos dat genres overstijgt.

## Inhoud
In de Metamorfosen worden de schepping en geschiedenis van de wereld verhaald volgens de Griekse en Romeinse mythologie. Het boek geldt als een van de belangrijkste werken uit de Romeinse literatuur. Het is vermoedelijk in 8 n.Chr. voltooid en is sindsdien een van de populairste mythologische werken. Metamorfosen heeft grote invloed gehad op de renaissancistische literatuur en schilderkunst, ook omdat het eeuwenlang als lesmateriaal gebruikt is.
Metamorfosen is een kunstige aaneenrijging van verhalen, anders dan bij een echt epos waarin één verhaallijn en één held centraal staan, zoals het epos van de Romeinse dichter Vergilius over het leven van Aeneas. In de verhalen schetst Ovidius het leven van de klassieke goden, stervelingen en andere mythische figuren, die telkens een dramatische gedaantewisseling (metamorfose) ondergaan. Enkele voorbeelden zijn de verandering van de nimf Daphne in een laurierboom, de gedaanteverwisseling van de jager Actaeon in een hert nadat hij de godin Diana naakt zag, en de metamorfose van de nimf Io, geschaakt door Jupiter die door deze in een koe veranderd wordt om zijn achterdochtige echtgenote te misleiden.
In het laatste boek geeft Ovidius een filosofische onderbouwing, bij monde van de Griekse filosoof en wiskundige Pythagoras, die de leer van eeuwige verandering predikte: omnia mutantur, nihil interit – alles verandert, niets gaat tengronde. Alles in de kosmos is voortdurend in beweging, niets blijft gelijk, maar ook niets vergaat volledig.

### Speels
Opvallend is dat Ovidius de goden niet als verheven afschildert, maar als gewone mensen met ieder hun eigen zwaktes en amoureuze verlangens. Ook de toon van het werk is eerder speels dan plechtstatig, zoals de tijdgenoot Vergilius in zijn epische verhalen gewoon was. Ovidius schreef de Metamorfosen echter wel volledig in de dactylische hexameter, de traditionele versvorm voor een epos.
De speciale vorm die Ovidius gaf aan de Metamorfosen wordt ook wel 'epyllium' genoemd (letterlijk vertaald: klein epos). De voornaamste kenmerken van het epyllium zijn dat het veel korter is dan een epos, dat de goden zich gedragen als mensen onder de mensen en dat er een zeer grote aandacht wordt besteed aan de natuur. Ovidius laat graag merken dat hij een geleerde dichter is (Poeta Doctus) die een groot deel van de klassieke wereld afreisde voor hij begon te dichten.

## Vertalingen en bewerkingen

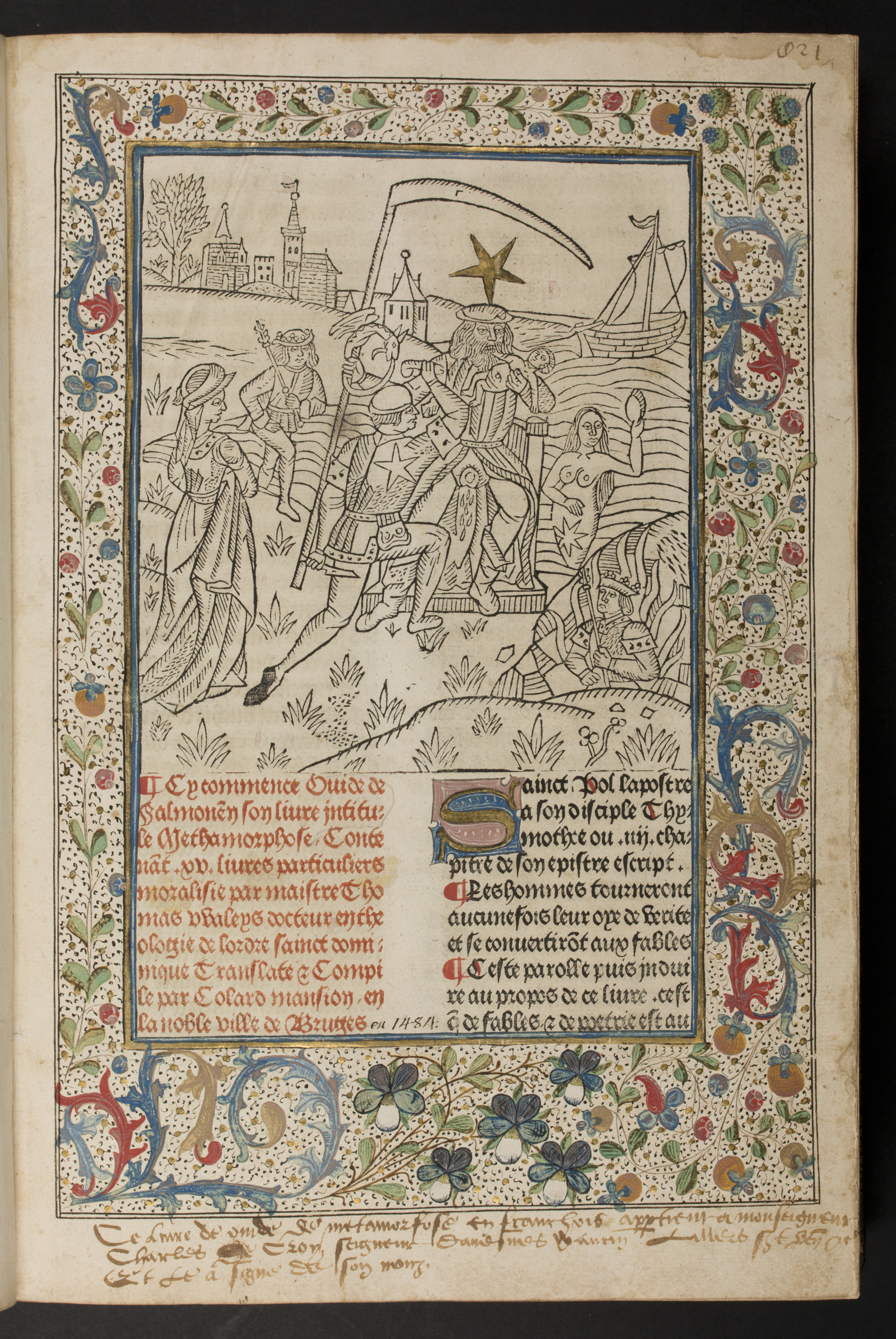
Fragment uit Metamorphose, gedrukt door Colard Mansion in 1484. Bewaard in Openbare Bibliotheek Brugge.

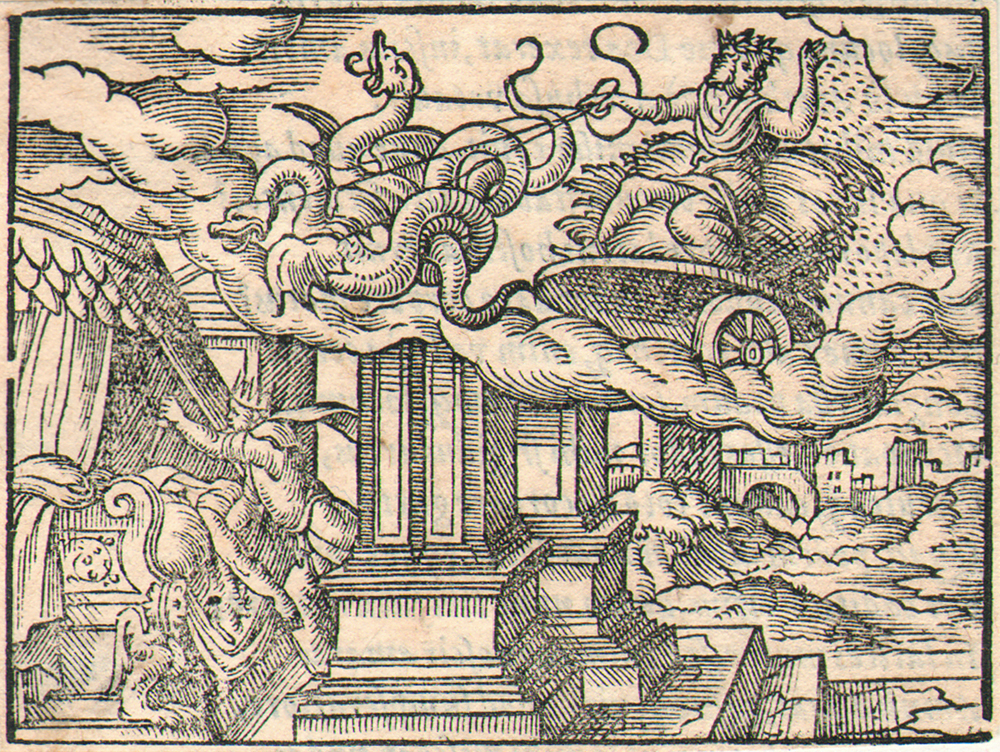
Virgil Solis (1514-1562). Editie van de Metamorfosen uit 1565.

De Metamorfosen was een zeer bekend werk en werd vele malen gedrukt en vertaald in de Nederlanden. Een voorbeeld is de Brugse drukker Colard Mansion, die in 1484 een wiegendruk realiseerde met middeleeuwse bewerkingen van het beroemde werk. De tekst staat ver af van de oorspronkelijke Metamorphoses, maar de indeling in vijftien boeken en de grote verhaallijn zijn behouden. De tekst is echter proza geworden, is vertaald naar het Frans en bevat heel wat allegorische en moraliserende toevoegingen. Zo wordt aan bijna elk verhaal een verlengstuk gebreid met toelichting over wat deze tekst voor de middeleeuwse lezer kon betekenen. De incunabeleditie verzorgd door Colard Mansion is geïllustreerd. Ze wordt gezien als de ‘schitterendste incunabel gedrukt in de Nederlanden’.
Een eerste Nederlandse vertaling van de Metamorfosen verscheen in 1552 te Antwerpen onder de titel: Metamorphosis dat is, Die Herscheppinghe oft Veranderinghe. Deze prozavertaling van Johannes Florianus was enorm invloedrijk. Ze werd in 1604 becommentarieerd door Carel van Mander en beleefde in 1637 een twaalfde druk. Vondel bracht in 1671 een vertaling in dichtmaat, terwijl A. Valentijn zeven jaar later een prozaversie bezorgde. Isaak Verburg maakte daarnaast in 1772 een vertaling genaamd De gedaant-wisselingen. Begin 20e eeuw verschenen nieuwe vertalingen: Gedaanteverwisselingen door W.G. van der Weerd (1904, proza) en Metamorfosen door H.J. Scheuer (1923, oorspronkelijke versmaat). Marietje d'Hane-Scheltema publiceerde in 1993 een veelgeprezen versie die het compacte Latijn weergaf zonder nood aan weglatingen of extra versregels. Hiervoor zette ze de zes dactylische voeten van Ovidius om in zevenvoetige jamben. In 2022 verschenen twee nieuwe vertalingen: Gedaantewisselingen van Piet Schrijvers en Metamorphoses van Harrie Geelen.
In het Engelse taalgebied maakte Arthur Golding de referentievertaling (1567). Zijn tekst in jambische heptameter werd gebruikt door William Shakespeare: het verhaal over Pyramus en Thisbe vormde de basis voor Romeo and Juliet en kwam ook aan bod in A Midsummer Night's Dream.
Overzicht van Nederlandse vertalingen:
- Johannes Florianus (1552). Metamorphosis dat is, Die Herscheppinghe oft Veranderinghe.
- Joost van den Vondel (1671). Publius Ovidius Nazoos Herscheppinge. Vertaling in dichtmaat.
- A. Valentijn (1678). Prozavertaling.
- Isaak Verburg (1772). De gedaant-wisselingen.
- W.G. van der Weerd (1904). Gedaanteverwisselingen. Prozavertaling
- H.J. Scheuer (1923). Metamorfosen. Vertaald in oorspronkelijke versmaat.
- Marietje d'Hane-Scheltema (1993). Metamorphosen. Vertaling in zevenvoudige jamben.
- Piet Schrijvers (2022). Gedaantewisselingen.
- Harrie Geelen (2022). Metamorphoses.

## Verhalen in de Metamorfosen
Boek 1
- Het ontstaan van de wereld vanuit de Chaos
- De vier tijdperken van de mensheid
- De zondvloed
- Deukalion en Pyrrha
- Apollo en Daphne
- Io
- Phaethon

Boek 2
- Het lotgevallen van Phaeton
- Callisto
- Apollo en Coronis
- Mercurius en Battus
- Mercurius en Herse
- Jupiter en Europa

Boek 3
- Cadmus
- Actaeon
- Jupiter en Semele
- Tiresias
- Narcissus en Echo
- Pentheus en Bacchus

Boek 4
- Pyramus en Thisbe
- Vulcanus betrapt Mars en Venus
- Hermaphroditus en Salmacis
- De bestraffing van Minyas' dochters
- Ino en Athamas
- Dood van Cadmus
- Perseus en Andromeda

Boek 5
- Perseus' gevecht
- Minerva bij de Muzen
- Pluto en Proserpina
- Arethusa
- Triptolemus

Boek 6
- Minerva en Arachne
- Niobe
- Latona en de Lycische boeren
- Marsyas
- Tereus, Procne en Philomela
- Orithyia en Boreas

Boek 7
- Jason en Medea
- Verjonging van Aeson
- Moord van Pelias
- Theseus
- Minos
- Aecus
- De speer van Cephalus

Boek 8
- Scylla en Minos
- De Minotaurus
- Daedalus en Icarus
- Het Calydonische everzwijn: Meleager en Atalanta
- Theseus en Achelous
- Philemon en Baucis
- Erysichthon

Boek 9
- Achelous en Hercules
- Hercules en Nessus
- Apotheose van Hercules
- Moeilijke geboorte van Hercules
- Dryope
- Iolaus wordt verjongd
- Byblis en Caunus
- Iphis (mythe)

Boek 10
- Orpheus en Eurydice (deel 1)
- Cyparissus
- Jupiter en Ganymedes
- Hyacinthus
- De Cerasten
- Pygmalion
- Myrrha
- Adonis
- Venus en Adonis
- Atalanta en Hippomenes

Boek 11
- Orpheus en Eurydice (deel 2)
- Koning Midas
- Apollo gaat naar Troje
- Peleus en Thetis
- Peleus bij koning Ceyx
- Ceyx' verhaal
- Peleus' straf voor broedermoord
- Ceyx en Alcyone
- Het verhaal van Aesacus

Boek 12
- Het begin van de Trojaanse Oorlog
- Achilles en Cycnus
- Caeneus/Caenis

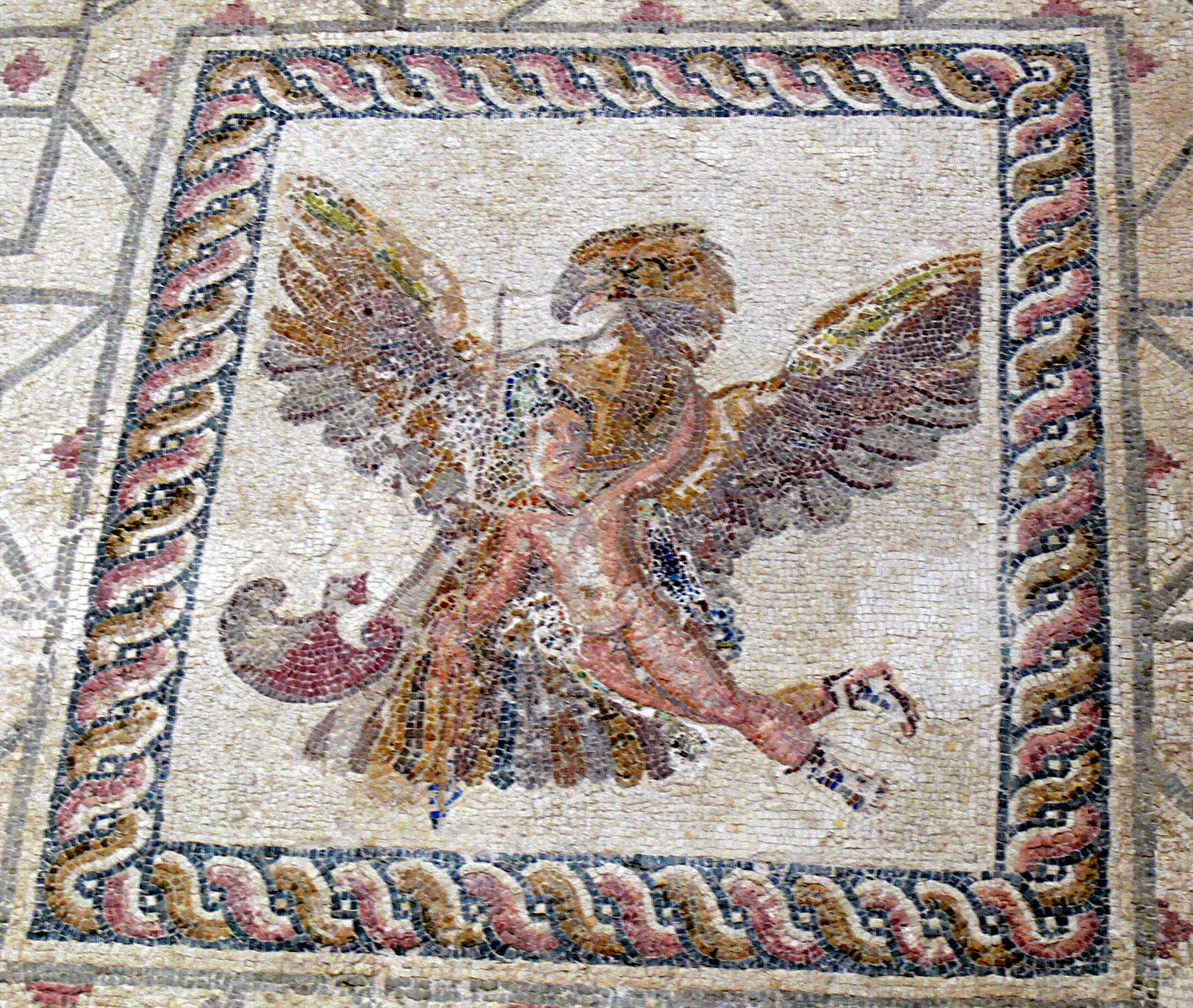
Jupiter en Ganymedes op een Romeins mozaïek (2e eeuw)

- De strijd tussen de Lapithen en de centauren
- Achilles' dood en roem

Boek 13
- Odysseus en Ajax en de wapens van Achilles
- De val van Troje
- Hecuba, Polydorus en Polyxena
- Aurora treurt om Memnon
- Aeneas zet koers naar Hesperia
- Acis en Galatea
- Scylla en Glaucus

Boek 14
- Scylla en Glaucus (vervolg)
- Het vervolg van Aeneas' reis
- Aeneas bij de Sibille van Cumae
- Achaemenides en de Cycloop
- Macareus vertelt avonturen van Odysseus bij Circe
- Picus en Canens
- Van Aeneas' aankomst in Latium tot aan zijn dood
- Venus maakt Aeneas onsterfelijk; Aeneas' opvolgers
- Vertumnus en Pomona
- De legendes van het oude Rome: de apotheose van Romulus en Hersilia

Boek 15
- Numa en de stichting van Croton
- De leerstellingen van Pythagoras
- Numa’s dood
- Hippolytus
- Het wonder van Egeria
- De vergoddelijking van Caesar en lof op Augustus
- Slotwoord

## Trivia
- Ovidius had na zijn verbanning het boek, dat nog onafgewerkt was, willen vernietigen, maar omdat er al kopieën van verspreid waren, zijn de Metamorfosen niet verloren gegaan.